# Point Lookout (Queensland)
Pour les articles homonymes, voir Point Lookout.

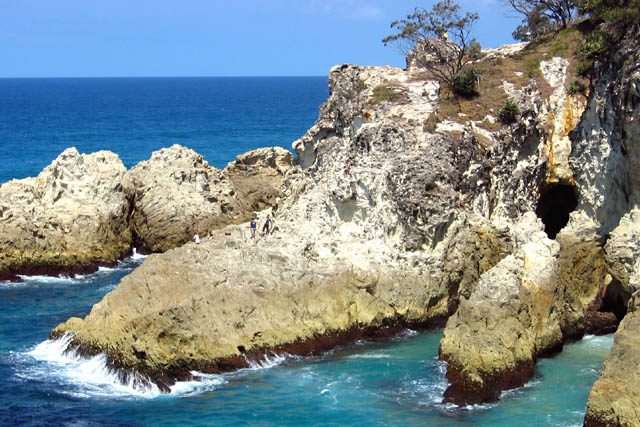
Vue depuis George Walk, Port Lookout.

Point Lookout est un cap et un petit village côtier situé sur la côte est de l'île Stradbroke-Nord dans le Queensland. Ce site a été pour la première fois reconnu par James Cook en 1770.
La plus grande perte en vies humaines résultant d'une attaque sous-marine dans les eaux australiennes a eu lieu au large de ce cap le 14 mai 1943, lorsque le navire-hôpital AHS Centaur a été coulé par un submersible japonais.
Selon le recensement de 2006, Point Lookout a une population de 669 habitants